# Federația Internațională de Schi și Snowboard
Federația Internațională de Schi și Snowboard, în engleză International Ski and Snowboard Federation, acronim FIS, cunoscută și cu denumirea franceză Fédération internationale de ski et de snowboard , este organismul internațional de conducere al sporturilor de schi și snowboard recunoscut de Comitetul Olimpic Internațional (CIO).
FIS este o asociație a federațiilor naționale care în 2018 a ajuns la 135 de membri; are sediul în Oberhofen am Thunersee în Elveția și din 2021 președintele său este Johan Eliasch. Este cea mai mare referință mondială, precum și organizatorul oficial al Campionatelor Mondiale și Cupelor Mondiale din toate specialitățile de schi, cu excepția biatlonului, reglementate de Uniunea Internațională de Biatlon.

## Istoric
Înființarea asociației predecesoare, International Ski Commission (ISC), a fost decisă la 18 februarie 1910 la Christiania, Norvegia de către delegați din zece țări. Un an mai târziu, în martie 1911, a fost adoptat primul set de reguli valabil la nivel internațional.
La 2 februarie 1924 la Chamonix, în cadrul „Săptămânii Internaționale a Sporturilor de Iarnă”, care mai târziu urma să fie recunoscută drept Primele Jocuri Olimpice de Iarnă, 36 de delegați din 14 țări au decis să înființeze FIS, care a înlocuit ISC.

## Discipline
Federația organizează competiții de Cupă Mondială și Campionate Mondiale pentru următoarele discipline sportive de schi și snowboard:
| Discipline         | Campionate mondiale                 |
| ------------------ | ----------------------------------- |
| Combinată alpină   | Campionatele mondiale de schi alpin |
| Coborâre           | Campionatele mondiale de schi alpin |
| Slalom super uriaș | Campionatele mondiale de schi alpin |
| Slalom uriaș       | Campionatele mondiale de schi alpin |
| Slalom             | Campionatele mondiale de schi alpin |
| Paralel            | Campionatele mondiale de schi alpin |

| Discipline            | Campionate mondiale                        |
| --------------------- | ------------------------------------------ |
| Schi fond             | Campionatele mondiale de schi nordic       |
| Sărituri cu schiurile | Campionatele mondiale de schi nordic       |
| Combinata nordică     | Campionatele mondiale de schi nordic       |
| Zbor cu schiurile     | Campionatele mondiale de zbor cu schiurile |

| Discipline | Campionate mondiale                     |
| ---------- | --------------------------------------- |
| Movile     | Campionatele mondiale de schi acrobatic |
| Aerial     | Campionatele mondiale de schi acrobatic |
| Schi cross | Campionatele mondiale de schi acrobatic |
| Half-pipe  | Campionatele mondiale de schi acrobatic |
| Big air    | Campionatele mondiale de schi acrobatic |

| Discipline           | Campionate mondiale                |
| -------------------- | ---------------------------------- |
| Slalom uriaș paralel | Campionatele mondiale de snowboard |
| Slalom paralel       | Campionatele mondiale de snowboard |
| Big air              | Campionatele mondiale de snowboard |
| Slopestyle           | Campionatele mondiale de snowboard |
| Snowboard cross      | Campionatele mondiale de snowboard |
| Half-pipe            | Campionatele mondiale de snowboard |

| Discipline      | Campionate mondiale                                                                       |
| --------------- | ----------------------------------------------------------------------------------------- |
| Schi pe iarbă   | Sprint Slalom, Slalom Uriaș, Super Combinată, Super Uriaș, Slalom Paralel - Cupa Mondială |
| Schi viteză     | FIS Speed Skiing Championships                                                            |
| Telemark (schi) | Sprint, Clasic, Sprint paralel, Sprint paralel pe echipe - Cupa Mondială                  |
| Master          | FIS World Criterium Masters (amator, senior)                                              |
| Schi role       | (amator, senior)                                                                          |

## Președinți
Mai jos este lista președinților din 1924:
| Nr. | Ani          | Nume                 | Țară     |
| --- | ------------ | -------------------- | -------- |
| 1   | 1924–1934    | Ivar Holmquist       | Suedia   |
| 2   | 1934–1951    | Nicolai Ramm Østgård | Norvegia |
| 3   | 1951–1998    | Marc Hodler          | Elveția  |
| 4   | 1998–2021    | Gian-Franco Kasper   | Elveția  |
| 5   | 2021–prezent | Johan Eliasch        | Suedia   |

## Secretari generali
Mai jos este lista secretarilor generali din 1924:
| Nr. | Ani          | Nume                     | Țară         |
| --- | ------------ | ------------------------ | ------------ |
| 1   | 1924–1926    | Carl Nordenson           | Suedia       |
| 2   | 1926–1934    | Carl-Gustaf Hamilton     | Suedia       |
| 3   | 1934–1938    | Ingvald Smith-Kielland   | Norvegia     |
| 4   | 1938–1949    | Jakob de Rytter Kielland | Norvegia     |
| 5   | 1949–1951    | Einar Bergsland          | Norvegia     |
| 6   | 1961–1979    | Sigge Bergman            | Suedia       |
| 7   | 1978–1998    | Gian-Franco Kasper       | Elveția      |
| 8   | 2000–2020    | Sarah Lewis              | Regatul Unit |
| 9   | 2020–2021    | Philippe Gueisbuhler     | Elveția      |
| 10  | 2021–prezent | Michel Vion              | Franța       |

## Congrese
Până în prezent, Congresul FIS s-a întrunit de 52 de ori. Evenimentele au loc de obicei la fiecare doi ani.
| Nr. | Data           | Loc                    | Delegații/ Națiuni |
| --- | -------------- | ---------------------- | ------------------ |
| 1.  | 18.02.1910     | Christiania            | 22/10              |
| 2.  | 20.–21.03.1911 | Stockholm              | 15/9               |
| 3.  | 24.–25.01.1912 | München                | 14/8               |
| 4.  | 20.–21.03.1913 | Berna                  | 14/8               |
| 5.  | 27.–28.02.1914 | Christiania            | 17/10              |
| 6.  | 10.02.1922     | Stockholm              | 20/6               |
| 7.  | 06.02.1923     | Praga                  | 18/11              |
| 8.  | 02.02.1924     | Chamonix               | 36/14              |
| 9.  | 03.–06.02.1926 | Lahti                  | 21/12              |
| 10. | 14.–16.02.1928 | St. Moritz             | 38/15              |
| 11. | 24.–26.02.1930 | Oslo                   | 26/15              |
| 12. | 14.–16.05.1932 | Paris                  | 27/16              |
| 13. | 21.–23.02.1934 | Sollefteå              | 18/10              |
| 14. | 14.–24.02.1936 | Garmisch-Partenkirchen | 47/24              |
| 15. | 21.–23.02.1938 | Helsinki               | 36/15              |
| 16. | 27.–31.08.1946 | Pau                    | 37/18              |
| 17. | 10.–15.04.1949 | Oslo                   | 44/27              |
| 18. | 24.–27.04.1951 | Veneția                | 39/16              |

| Nr. | Data              | Loc               | Delegații/ Națiuni |
| --- | ----------------- | ----------------- | ------------------ |
| 19. | 27.–30.05.1953    | Igls              | 60/19              |
| 20. | 30.05.–04.06.1955 | Montreux          | 66/21              |
| 21. | 30.05.–14.06.1957 | Dubrovnik         | 57/20              |
| 22. | 10.–13.06.1959    | Stockholm         | 75/24              |
| 23. | 28.05.–03.06.1961 | Madrid            | 96/26              |
| 24. | 20.–24.05.1963    | Atena             | 66/31              |
| 25. | 08.–11.06.1965    | Mamaia            | 76/30              |
| 26. | 16.–21.05.1967    | Beirut            | 74/31              |
| 27. | 22.–25.05.1968    | Barcelona         | 85/33              |
| 28. | 26.–29.05.1971    | Opatija           | 85/34              |
| 29. | 07.–08.06.1973    | Nicosia           | 83/35              |
| 30. | 25.–31.05.1975    | San Francisco     | 82/33              |
| 31. | 29.–30.04.1977    | Bariloche         | 79/33              |
| 32. | 18.–19.05.1979    | Nisa              | 104/41             |
| 33. | 11.–16.05.1981    | Puerto de la Cruz | 101/39             |
| 34. | 08.–15.05.1983    | Sydney            | 92/44              |
| 35. | 27.05–01.06.1985  | Vancouver         | 91/36              |

| Nr. | Data              | Loc            | Delegații/ Națiuni |
| --- | ----------------- | -------------- | ------------------ |
| 36. | 06.–11.06.1988    | Istanbul       | 113/46             |
| 37. | 20.–27.05.1990    | Montreux       | 125/48             |
| 38. | 07.–12.06.1992    | Budapesta      | 137/54             |
| 39. | 06.–12.06.1994    | Rio de Janeiro | 125/55             |
| 40. | 10.–16.05.1996    | Christchurch   | 149/62             |
| 41. | 17.–24.05.1998    | Praga          | 149/63             |
| 42. | 28.05.–03.06.2000 | Melbourne      | 139/62             |
| 43. | 02.–08.06.2002    | Portorož       | 143/67             |
| 44. | 30.05.–05.06.2004 | Miami          | 141/58             |
| 45. | 21.–27.05.2006    | Vilamoura      | 153/66             |
| 46. | 26.–31.05.2008    | Cape Town      | 1150/65            |
| 47. | 30.05.–05.06.2010 | Antalya        | ca. 1000/74        |
| 48. | 27.05.–02.06.2012 | Kangwonland    | ca. 760/75         |
| 49. | 01.–06.06.2014    | Barcelona      | 1150/-             |
| 50. | 06.–10.06.2016    | Cancún         | 900/-              |
| 51. | 13.–19.05.2018    | Costa Navarino | 180/68             |
| 52. | 04.06.2020        | online         | 182/72             |